# San Carlos (Texas)
San Carlos és una concentració de població designada pel cens dels Estats Units a l'estat de Texas. Segons el cens del 2000 tenia 2.650 habitants.

## Demografia
Segons el cens del 2000, San Carlos tenia 2.650 habitants, 633 habitatges, i 576 famílies. La densitat de població era de 571,6 habitants per km².
Dels 633 habitatges en un 61,9% hi vivien nens de menys de 18 anys, en un 73,1% hi vivien parelles casades, en un 12,2% dones solteres, i en un 9% no eren unitats familiars. En el 8,1% dels habitatges hi vivien persones soles el 3,2% de les quals corresponia a persones de 65 anys o més que vivien soles. El nombre mitjà de persones vivint en cada habitatge era de 4,19 i el nombre mitjà de persones que vivien en cada família era de 4,39.
Per edats la població es repartia de la següent manera: un 40,6% tenia menys de 18 anys, un 12,9% entre 18 i 24, un 29,1% entre 25 i 44, un 12,1% de 45 a 60 i un 5,3% 65 anys o més.
L'edat mediana era de 23 anys. Per cada 100 dones de 18 o més anys hi havia 99 homes.
La renda mediana per habitatge era de 14.524 $ i la renda mediana per família de 15.673 $. Els homes tenien una renda mediana de 13.668 $ mentre que les dones 13.843 $. La renda per capita de la població era de 4.296 $. Aproximadament el 60% de les famílies i el 64,1% de la població estaven per davall del llindar de pobresa.

## Poblacions més properes
El següent diagrama mostra les poblacions més properes.